# Dives (Oise)
Pour les articles homonymes, voir Dives.
Dives est une commune française située dans le département de l'Oise en région Hauts-de-France.

## Géographie

### Description
Dives  est un village périurbain du Noyonnais dans l'Oise; jouxtant à l'est Lassigny et situé à 8 km à l'ouest de Noyon, 19 km au nord de Compiègne, 40 km au nord-est de Clermont et  23 km à l'est de Montdidier
Il est desservi par l'ancienne route nationale 38 (actuelle  RD 938) qui le relie notamment à Noyon et Ressons-sur-Matz.
En 1850, Louis Graves indiquait que « le sol de cette commune, sans présenter de coteaux distincts, est inégal et tourmenté; sa principale dimension
est dans la direction du nord au midi. Le ruisseau de Dive prend naissance dans le chef-lieu même, qui est traversé par la route départementale de Beauvais à Noyon : ce village est mieux bâti que les voisins à cause des reconstructions nécessitées par les nombreux incendies dont il a été le théâtre »

### Hydrographie

#### Réseau hydrographique
La commune est située dans le bassin Seine-Normandie. Elle est drainée par la Divette, le fossé 01 de la commune de Thiescourt et le ru d'Oremus,,.
La Divette, d'une longueur de 15 km, prend sa source dans la commune de Plessis-de-Roye et se jette  dans l'Oise à Pont-l'Évêque, après avoir traversé dix communes.

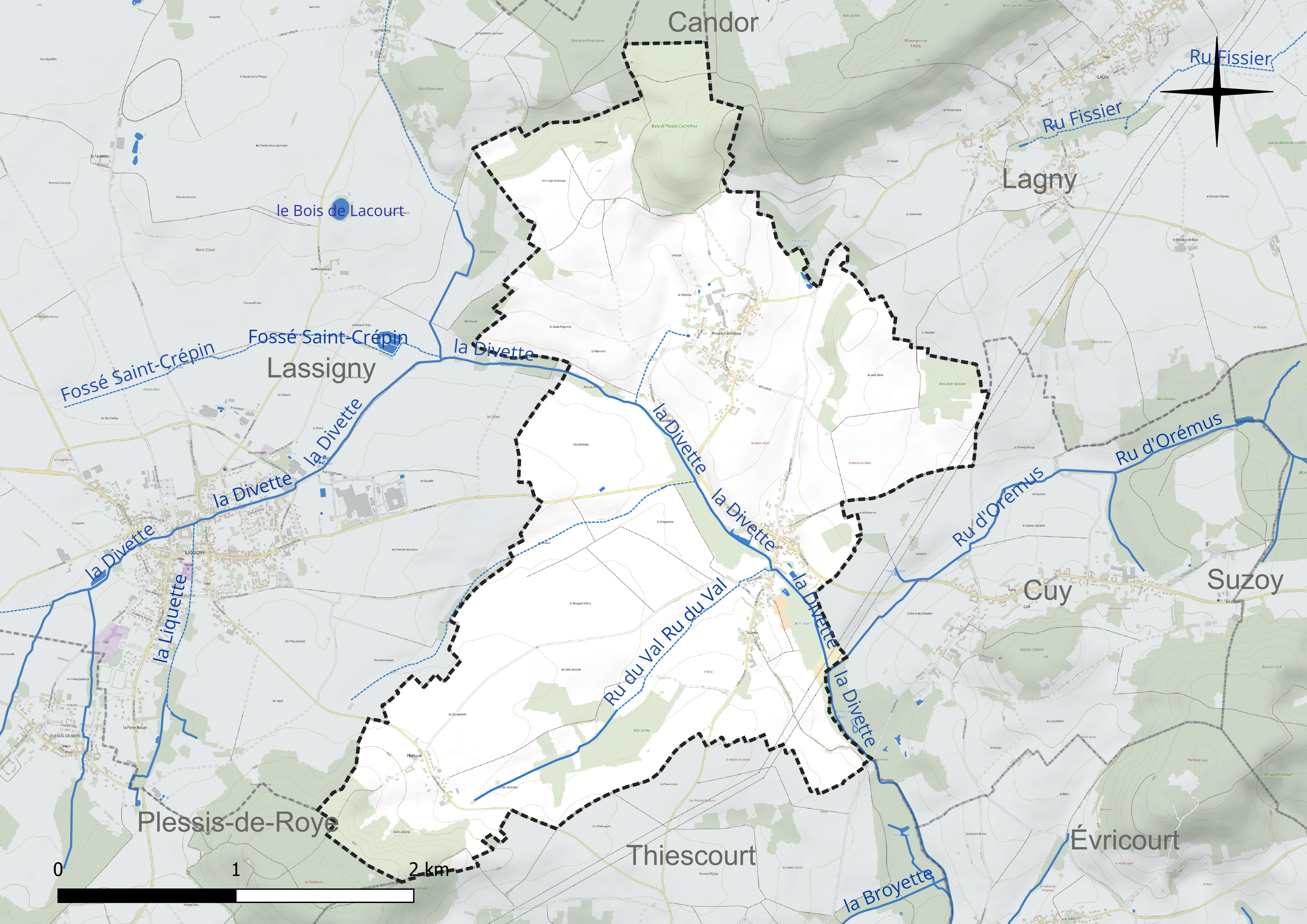
Réseau hydrographique de Dives.

#### Gestion et qualité des eaux
Le territoire communal est couvert par le schéma d'aménagement et de gestion des eaux (SAGE) « Sensée ». Ce document de planification concerne un territoire de 1 013 km2 de superficie, délimité par le bassin versant de l'Oise moyenne. Le périmètre a été arrêté le 24 avril 2017 et le SAGE est, en 2024, encore en élaboration. La structure porteuse de l'élaboration et de la mise en œuvre est le syndicat mixte du SAGE Oise-Moyenne (SMOM).
La qualité des cours d'eau peut être consultée sur un site dédié géré par les agences de l'eau et l'Agence française pour la biodiversité.

### Climat
Pour des articles plus généraux, voir Climat des Hauts-de-France et Climat de l'Oise.
En 2010, le climat de la commune est de type climat océanique dégradé des plaines du Centre et du Nord, selon une étude du CNRS s'appuyant sur une série de données couvrant la période 1971-2000. En 2020, Météo-France publie une typologie des climats de la France métropolitaine dans laquelle la commune est exposée à un climat océanique et est dans la région climatique Nord-est du bassin Parisien, caractérisée par un ensoleillement médiocre, une pluviométrie moyenne régulièrement répartie au cours de l'année et un hiver froid (3 °C).
Pour la période 1971-2000, la température annuelle moyenne est de 10,6 °C, avec une amplitude thermique annuelle de 14,9 °C. Le cumul annuel moyen de précipitations est de 709 mm, avec 11,2 jours de précipitations en janvier et 8,8 jours en juillet. Pour la période 1991-2020, la température moyenne annuelle observée sur la station météorologique la plus proche, située sur la commune de Margny-lès-Compiègne à 18 km à vol d'oiseau, est de 11,2 °C et le cumul annuel moyen de précipitations est de 633,5 mm,. Pour l'avenir, les paramètres climatiques de la commune estimés pour 2050 selon différents scénarios d'émission de gaz à effet de serre sont consultables sur un site dédié publié par Météo-France en novembre 2022.

## Urbanisme

### Typologie
Au 1er janvier 2024, Dives est catégorisée commune rurale à habitat dispersé, selon la nouvelle grille communale de densité à sept niveaux définie par l'Insee en 2022.
Elle est située hors unité urbaine. Par ailleurs la commune fait partie de l'aire d'attraction de Compiègne, dont elle est une commune de la couronne,. Cette aire, qui regroupe 101 communes, est catégorisée dans les aires de 50 000 à moins de 200 000 habitants,.

### Occupation des sols
L'occupation des sols de la commune, telle qu'elle ressort de la base de données européenne d'occupation biophysique des sols Corine Land Cover (CLC), est marquée par l'importance des territoires agricoles (81,7 % en 2018), une proportion sensiblement équivalente à celle de 1990 (82,5 %). La répartition détaillée en 2018 est la suivante : 
terres arables (65,5 %), zones agricoles hétérogènes (12,1 %), forêts (11,2 %), zones urbanisées (7,1 %), prairies (4,1 %). L'évolution de l'occupation des sols de la commune et de ses infrastructures peut être observée sur les différentes représentations cartographiques du territoire : la carte de Cassini (XVIIIe siècle), la carte d'état-major (1820-1866) et les cartes ou photos aériennes de l'IGN pour la période actuelle (1950 à aujourd'hui).

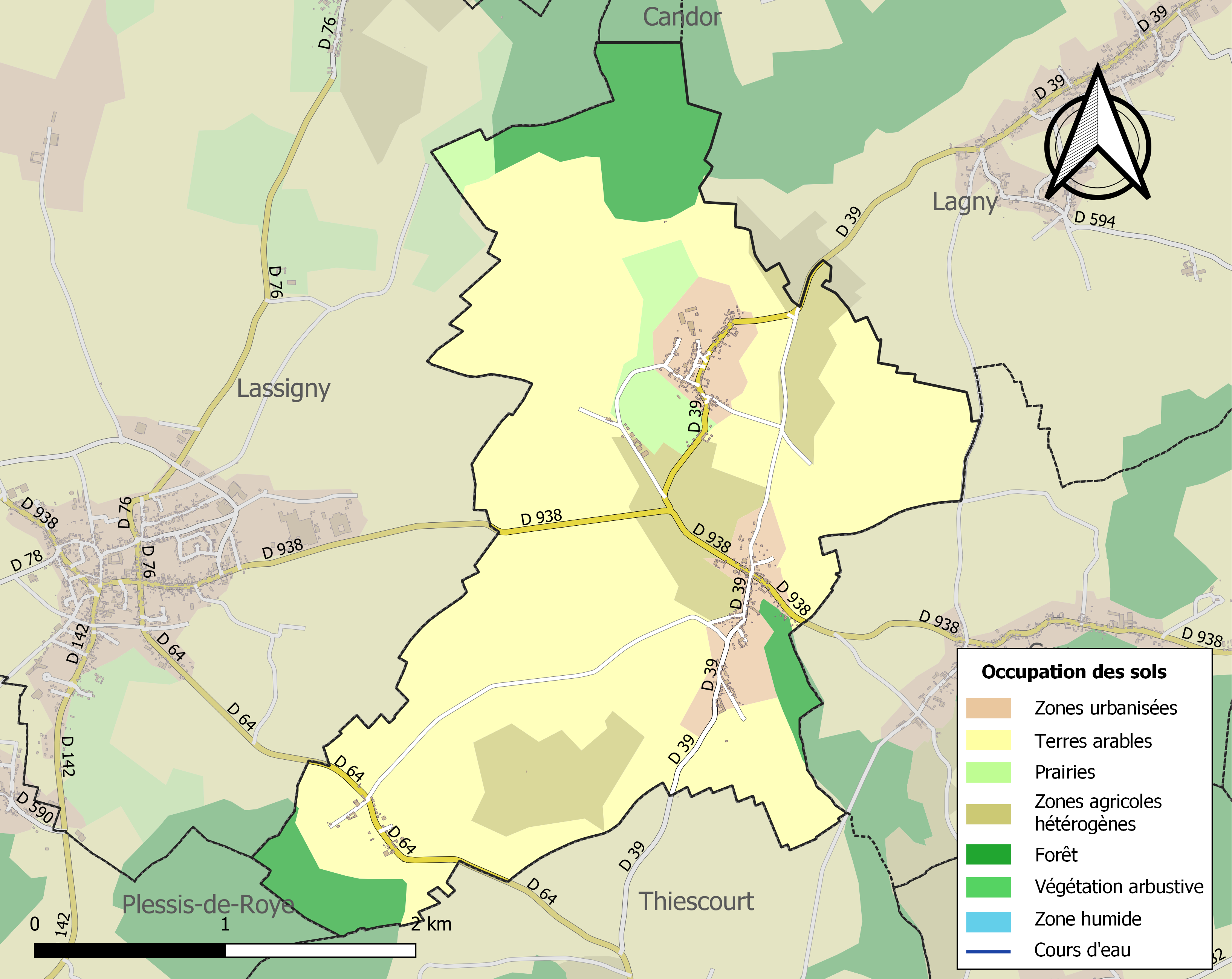
Carte des infrastructures et de l'occupation des sols de la commune en 2018 (CLC).

### Lieux-dits, hameaux et écarts
Dives comprend deux hameaux : le Plessis-Cacheleux, au nord, et le Plémont, au sud-ouest de la commune vers Thiescourt

### Habitat et logement
En 2018, le nombre total de logements dans la commune était de 190, alors qu'il était de 180 en 2013 et de 139 en 2008.
Parmi ces logements, 88,1 % étaient des résidences principales, 3,8 % des résidences secondaires et 8,1 % des logements vacants. Ces logements étaient pour 86,8 % d'entre eux des maisons individuelles et pour 12,1 % des appartements.
Le tableau ci-dessous présente la typologie des logements à Dives en 2018 en comparaison avec celle de l'Oise et de la France entière. Une caractéristique marquante du parc de logements est ainsi une proportion de résidences secondaires et logements occasionnels (3,8 %) supérieure à celle du département (2,5 %) et à celle de la France entière (9,7 %). Concernant le statut d'occupation de ces logements, 80,8 % des habitants de la commune sont propriétaires de leur logement (86,8 % en 2013), contre 61,4 % pour l'Oise et 57,5 pour la France entière.
| Typologie                                               | Dives | Oise | France entière |
| ------------------------------------------------------- | ----- | ---- | -------------- |
| Résidences principales (en %)                           | 88,1  | 90,4 | 82,1           |
| Résidences secondaires et logements occasionnels (en %) | 3,8   | 2,5  | 9,7            |
| Logements vacants (en %)                                | 8,1   | 7,1  | 8,2            |

### Voies de communication et transports
La commune est desservie, en 2023, par les lignes 674 et 6307 du réseau interurbain de l'Oise.

## Toponymie
Le nom de la localité est attesté sous les formes in villa Diva (vers 982) ; terras in Diva (988) ; de Diva (1127) ; Andrea de Dive (1127) ; Odo de Diva (1143) ; inter Divam et Planum montem (1196) ; andrea de Diva (vers 1200) ; Simonem de dive (vers 1200) ; apud Divam (1224) ; ceus de Dive (1255) ; Dive (vers 1300) ; in territorio de Dive (1305) ; ceulx de la garnison de Dyve (1440) ; ceux de Dyve (1463) ; Dives (XIXe).
À rapprocher du gaulois deva « divine », du gaulois dēuā-, un mot de la famille indo-européenne désignant le « dieu, divin », attesté sous la forme Diva et serait donc originellement des eaux « divines », « sacrées », lié à divus signifiant « divin », et signifiant à l'origine « favorisé par les dieux ».

## Histoire
Louis Graves indiquait  en 1850 « Dive est, un lieu ancien; on a une charte de 988, par laquelle Lyndulphe, évêque de Noyon, donne à l'abbaye Saint-Éloi des terres qu'il possédait dans cette paroisse. La cure, qui était conférée par l'évêque, avait Evricourt peur succursale. Elle est devenue succursale elle-même sous le titre de Saint-Martin.
Il y avait à Dive un château fortifié détruit depuis longtemps, dont il reste encore une tour et un pan de mur, entourés de larges fossés remplis d'eau; on y a joint un pavillon construit en briques ». À cette époque, on comptait dans le territoire communal deux marnières et un moulin à vent. Un second avait été détruit par incendie en 1833. Les habitants vivaient alors essentiellement de l'agriculture.

### Première Guerre mondiale

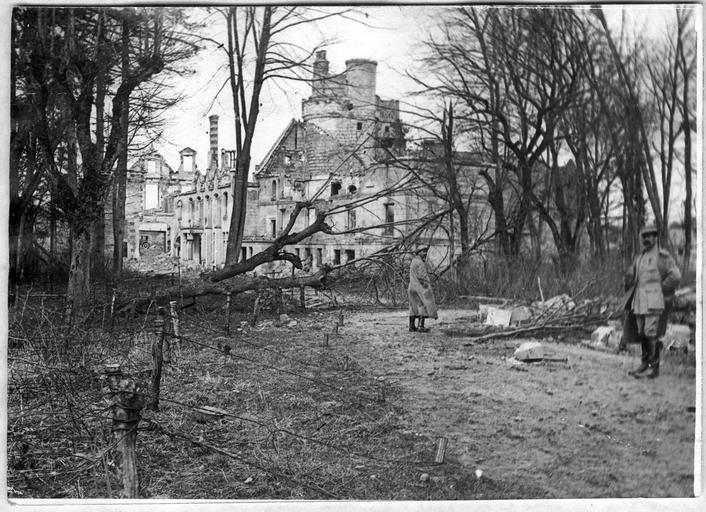
Ruines du château, en 1917.

Dives est envahie par l'armée allemande dès le début de la Première Guerre mondiale, du 30 août 1914 au 18 mars 1917 lors de son repli dans le cadre de l'opération Alberich. Ses habitants ont été évacués ou, pour les hommes en âge de se battre, capturés et déportés en Allemagne. Le village est totalement détruit, l'occupant pratiquant une politique de la terre brûlée.
Le village est à nouveau occupé de juin  1918  au 28 août 1918.
Il  est considéré comme détruit à la fin de la guerre et a  été décoré de la Croix de guerre 1914-1918, le 15 février 1921.

## Politique et administration

### Rattachements administratifs et électoraux

#### Rattachements administratifs
La commune se trouve dans l'arrondissement de Compiègne du département de l'Oise.
Elle faisait partie depuis 1793 du canton de Lassigny. Dans le cadre du redécoupage cantonal de 2014 en France, cette circonscription administrative territoriale a disparu, et le canton n'est plus qu'une circonscription électorale.

#### Rattachements électoraux
Pour les élections départementales, la commune fait partie depuis 2014 du canton de Thourotte
Pour l'élection des députés, elle fait partie de la sixième circonscription de l'Oise.

### Intercommunalité
Dives est membre de la communauté de communes du Pays des Sources, un établissement public de coopération intercommunale (EPCI) à fiscalité propre créé en 1997 et auquel la commune a transféré un certain nombre de ses compétences, dans les conditions déterminées par le code général des collectivités territoriales.

### Liste des maires
| Période                                  | Période                       | Identité            | Étiquette | Qualité                                                                                                |
| ---------------------------------------- | ----------------------------- | ------------------- | --------- | --- |
| Les données manquantes sont à compléter. |                               |                     |           | |
| mars 2001                                | 2008                          | Thierry Frau        | DVG       | Professeur de technologie Conseiller général de Lassigny (2002 → 2015) Maire de Lassigny (2008 → 2019) |
| mars 2008                                | En cours (au 2 décembre 2021) | Jean-Pierre Leonard |           | Retraité Réélu pour le mandat 2020-2026,                                                               |

## Équipements et services publics

### Enseignement
Les enfants de la commune sont scolarisés avec ceux de Cuy er de Lagny dans le cadre d'un regroupement pédagogique intercommunal.

## Population et société

### Démographie

#### Évolution démographique
L'évolution du nombre d'habitants est connue à travers les recensements de la population effectués dans la commune depuis 1793. Pour les communes de moins de 10 000 habitants, une enquête de recensement portant sur toute la population est réalisée tous les cinq ans, les populations de référence des années intermédiaires étant quant à elles estimées par interpolation ou extrapolation. Pour la commune, le premier recensement exhaustif entrant dans le cadre du nouveau dispositif a été réalisé en 2006.

En 2022, la commune comptait 376 habitants, en évolution de −5,76 % par rapport à 2016 (Oise : +0,87 %, France hors Mayotte : +2,11 %).
| 1793 | 1800 | 1806 | 1821 | 1831 | 1836 | 1841 | 1846 | 1851 |
| ---- | ---- | ---- | ---- | ---- | ---- | ---- | ---- | ---- |
| 399  | 403  | 475  | 345  | 455  | 447  | 407  | 405  | 408  |

| 1856 | 1861 | 1866 | 1872 | 1876 | 1881 | 1886 | 1891 | 1896 |
| ---- | ---- | ---- | ---- | ---- | ---- | ---- | ---- | ---- |
| 407  | 395  | 359  | 330  | 341  | 327  | 306  | 330  | 327  |

| 1901 | 1906 | 1911 | 1921 | 1926 | 1931 | 1936 | 1946 | 1954 |
| ---- | ---- | ---- | ---- | ---- | ---- | ---- | ---- | ---- |
| 320  | 323  | 302  | 205  | 231  | 213  | 209  | 234  | 220  |

| 1962 | 1968 | 1975 | 1982 | 1990 | 1999 | 2006 | 2011 | 2016 |
| ---- | ---- | ---- | ---- | ---- | ---- | ---- | ---- | ---- |
| 235  | 193  | 195  | 232  | 287  | 327  | 322  | 354  | 399  |

| 2021 | 2022 | - | - | - | - | - | - | - |
| ---- | ---- | - | - | - | - | - | - | - |
| 384  | 376  | - | - | - | - | - | - | - |

#### Pyramide des âges
La population de la commune est relativement jeune.
En 2018, le taux de personnes d'un âge inférieur à 30 ans s'élève à 35,1 %, soit en dessous de la moyenne départementale (37,3 %). À l'inverse, le taux de personnes d'âge supérieur à 60 ans est de 25,4 % la même année, alors qu'il est de 22,8 % au niveau départemental.
En 2018, la commune comptait 201 hommes pour 199 femmes, soit un taux de 50,25 % d'hommes, légèrement supérieur au taux départemental (48,89 %).
Les pyramides des âges de la commune et du département s'établissent comme suit.
| Hommes | Classe d’âge | Femmes |
| ------ | ------------ | ------ |
| 0,0    | 90 ou +      | 1,1    |
| 5,1    | 75-89 ans    | 7,4    |
| 19,5   | 60-74 ans    | 17,7   |
| 18,2   | 45-59 ans    | 15,8   |
| 23,1   | 30-44 ans    | 21,8   |
| 17,7   | 15-29 ans    | 16,2   |
| 16,4   | 0-14 ans     | 20,1   |

| Hommes | Classe d’âge | Femmes |
| ------ | ------------ | ------ |
| 0,5    | 90 ou +      | 1,4    |
| 5,5    | 75-89 ans    | 7,6    |
| 15,6   | 60-74 ans    | 16,3   |
| 20,8   | 45-59 ans    | 20     |
| 19,4   | 30-44 ans    | 19,4   |
| 17,6   | 15-29 ans    | 16,2   |
| 20,6   | 0-14 ans     | 19,1   |

## Culture locale et patrimoine

### Lieux et monuments
- L'église Saint-Martin, reconstruite en 1925/26 en style néo-roman, après la destruction de l'édifice précédent, qui datait de 1555, pendant la Première Guerre mondiale. Elle est marquée par son clocher-porche surmonté d'un bulbe, qui rappelle l'architecture baroque de l'est de  la France.
L'édifice en briques est constitué par la nef avec des bas-côtés étroits, un large  transept suivi d'une abside pentagonale. La charpente mérite d'être remarquée[33].

- Le parc du château avec exposition de pierres et notamment une œuvre contemporaine d'Anne Rochette, Les Pierres Galantes. Quelques ruines du château-fort, datant du XIIIe et remanié au XVIIe siècle avec leur douves subsistent, et notamment une se ses portes, placée dans le parc communal[17]..
- Monument aux morts, en forme de pyramide, et portant la Croix de guerre décernée à la commune[34]

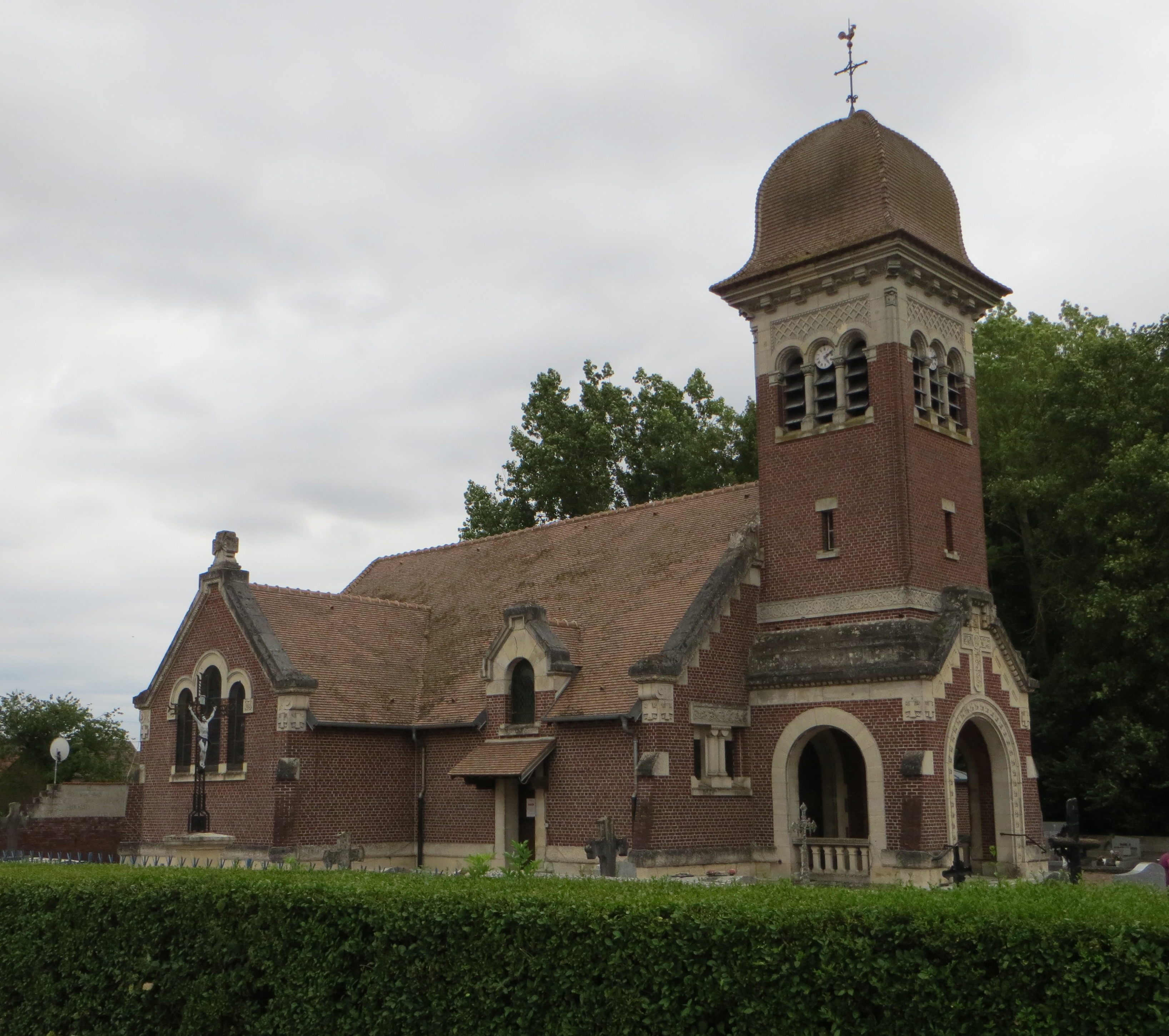
Église Saint-Martin
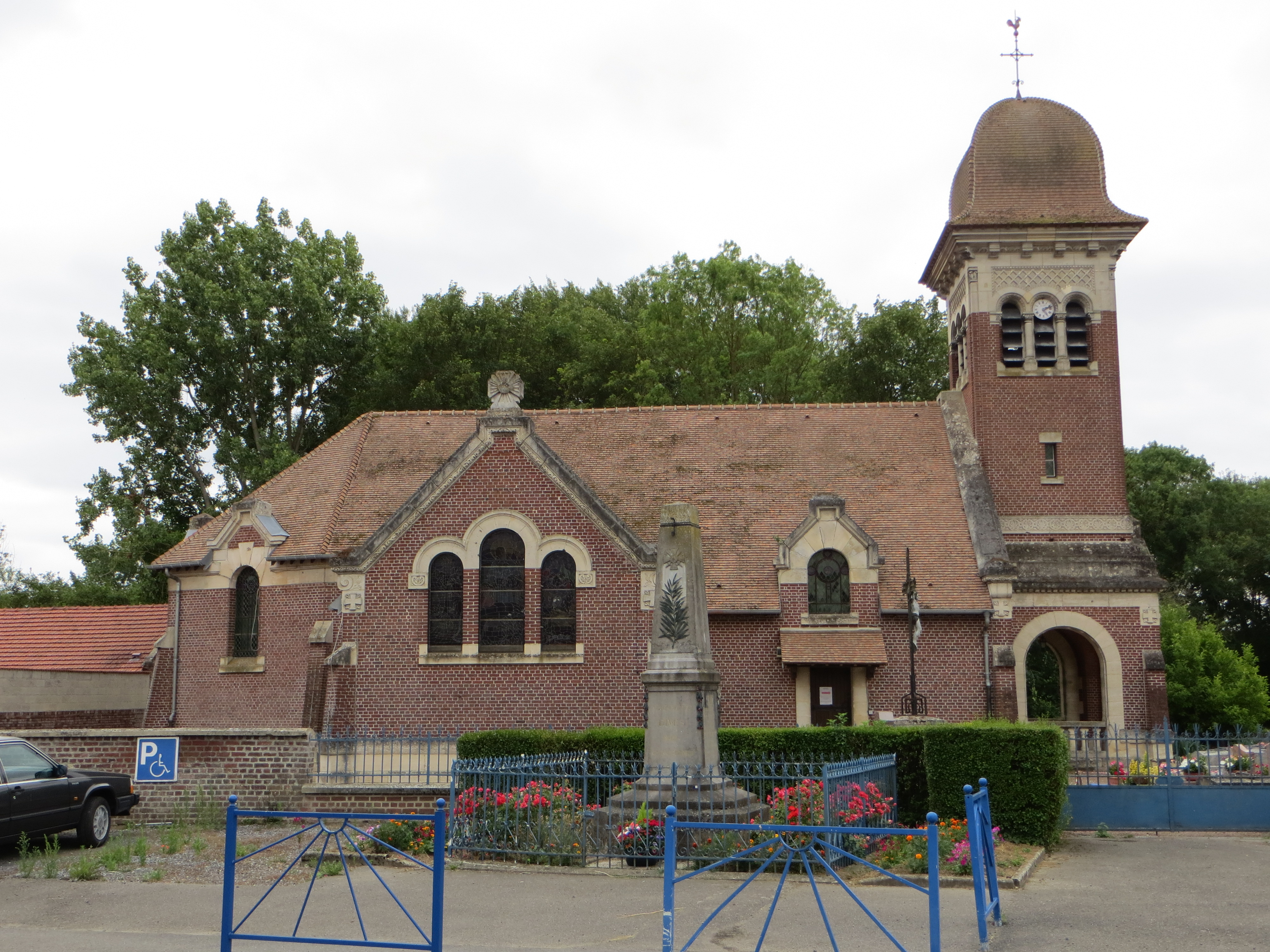
L'église et le monument aux morts
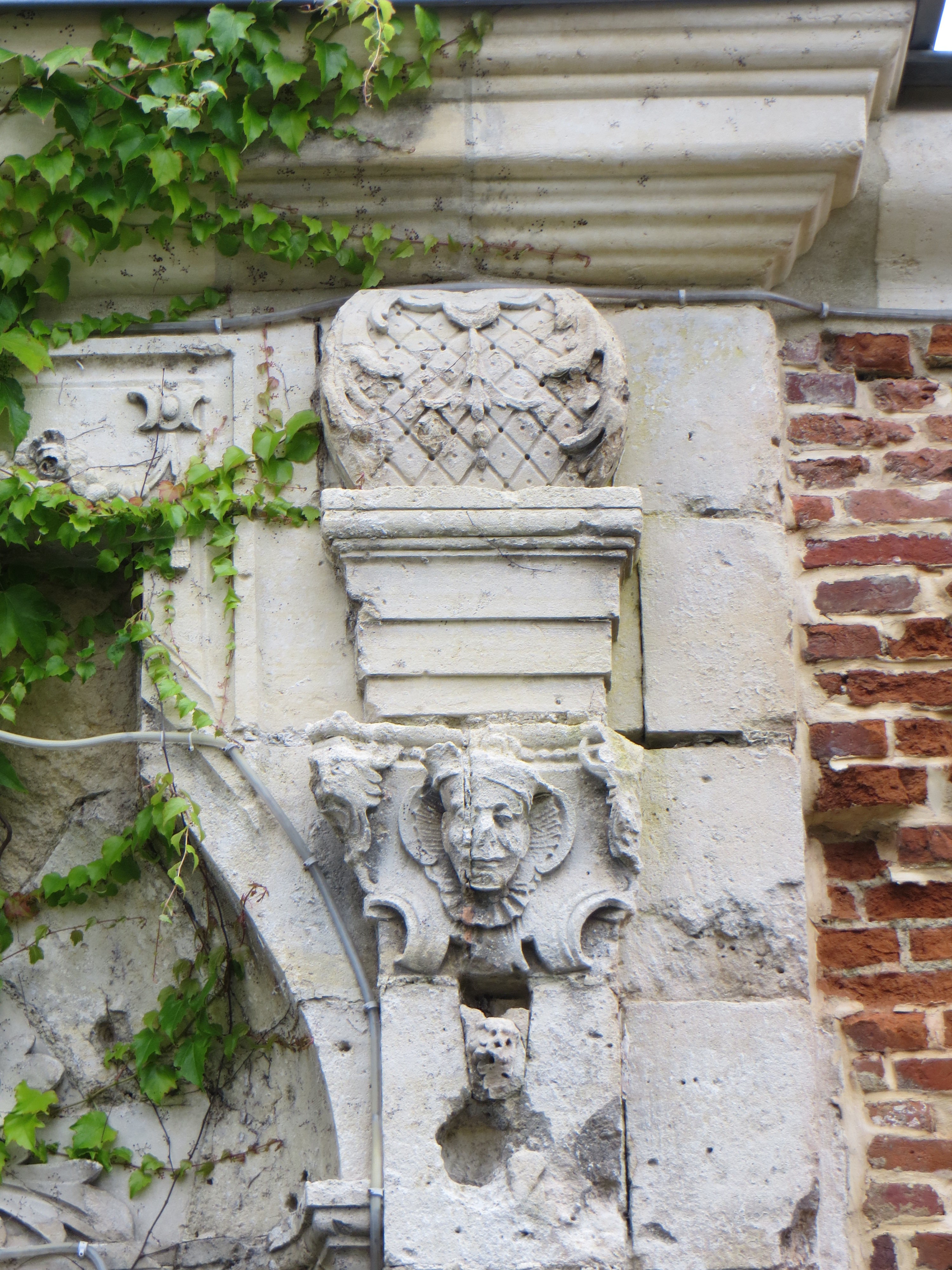
Portail de l'ancien château